# Hofeshaus Altenloh

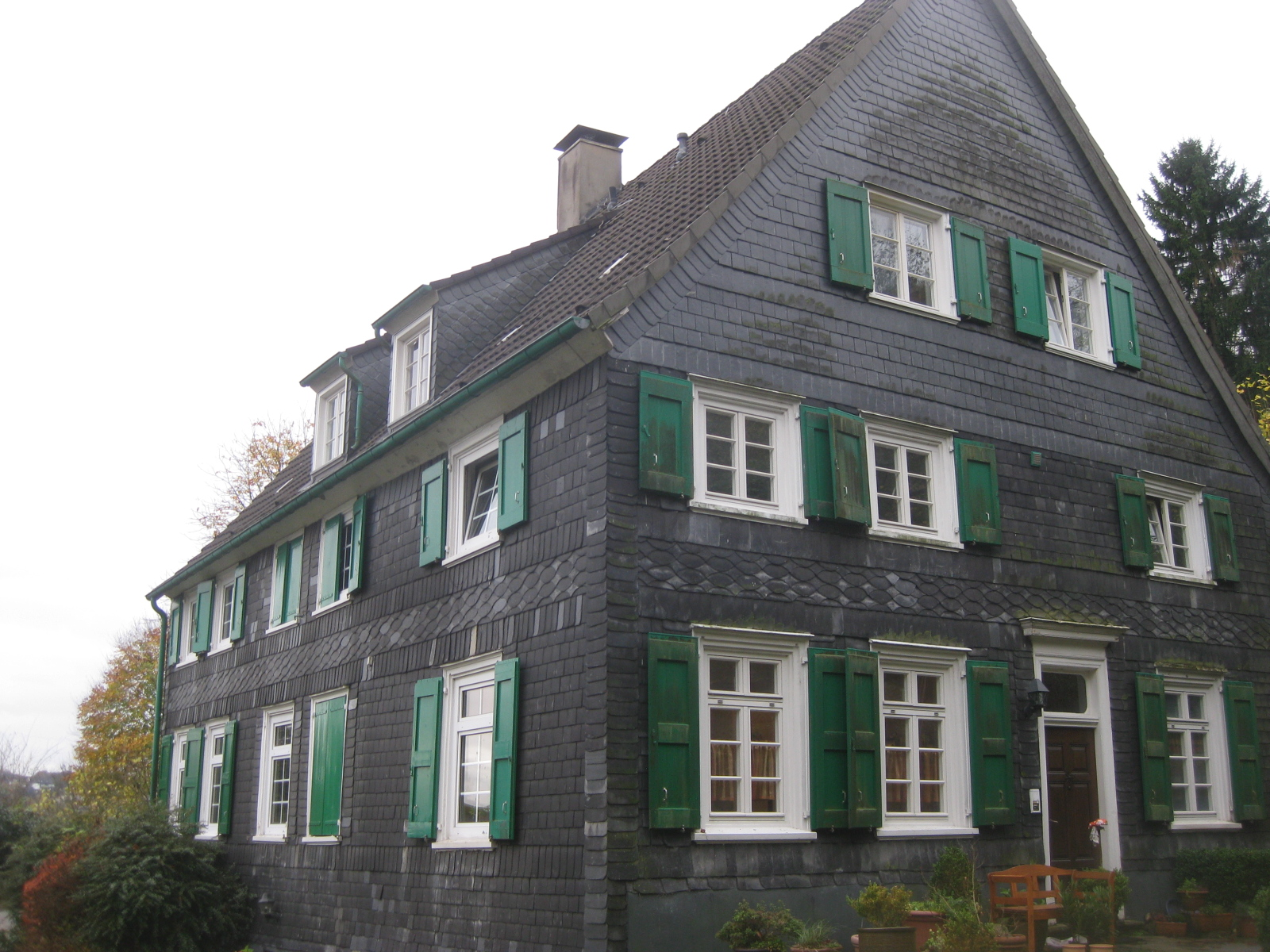
Das Hofeshaus Altenloh

Das Hofeshaus Altenloh, postalische Anschrift Ischebecker Straße 13, im Ennepetaler Ortsteil Altenvoerde ist ein denkmalgeschütztes Fachwerkhaus. Es wurde im 18. Jahrhundert errichtet.

## Beschreibung
Das schiefergedeckte Fachwerkhaus war das Wohnhaus des Hofes Altenloh und ist eines der ältesten, noch im ursprünglichen Zustand erhaltenen Häuser in Altenvoerde. Das frei stehenden Gebäude ist in Hanglage oberhalb eines Teiches und besitzt eine baumbestandene lange Zufahrt.
Das Gebäude ist zweigeschossig und besitzt ein Satteldach. Über dem Eingang befindet sich im Giebel eine Ladeluke mit zwei Fenstern links und rechts. Die Sprossenfenster sind in Kunststoff erneuert worden, besitzen aber noch die bergisch-grünen Schlagläden. Über den Fenstern befinden sich Verdachungen.

## Geschichte
Bereits 1789 wurde das Hofeshaus in der „Choragraphie von Schwelm - Anfang und Versuch einer Topographie der Grafschaft Mark“ des Pastors Friedrich Christoph Müller genannt. Im 19. Jahrhundert wurde an der Südseite eine kleine Werkstatt angebaut, aus der die Firma Altenloh, Brinck & Co hervorging, die älteste Schraubenfabrik Deutschlands (Handelsmarke Spax).
Die bekannteste Bewohnerin war die Bundestagsabgeordnete und Senatorin der Freien und Hansestadt Hamburg Emilie Kiep-Altenloh.